# Debswana
Debswana Diamond Company Ltd ou Debswana, basée à Gaborone (Botswana), est une entreprise d'exploitation minière et le plus grand producteur de diamants en valeur au monde. La société est une coentreprise entre le gouvernement du Botswana (50 %) et le conglomérat diamantaire De Beers (50 %). Debswana contrôle l'intégralité de la production de diamants dans le pays.

## Histoire
Les premiers gisements de diamants sont découverts à Orapa dans les années 1960 par les géologues de la société De Beers. La société est créée le 23 juin 1969 sous le nom de De Beers Botswana Mining Company. Le 25 mars 1992, la société change de nom pour devenir la Debswana Diamond Company Ltd.
La première mine est découverte par les équipes du géologue Manfred Marx en 1967, la mine de Letlhakane, qui n'entre en activité qu'en 1982. Le seconde mine découverte par Debswana, la mine de Letlhakane, devient opérationnelle en 1975. Elle fut découverte lors des explorations de terrain sur le gisement d'Orapa.
En 1972, les géologues de De Beers découvrent le gisement de la mine de Jwaneng qui devient opérationnelle en 1982. En novembre 2013, lors d'un reportage de la ABC News, les responsables de la Botswana affirment que la mine de Jwaneng, propriété de Debswana, serait le terrain le plus cher au monde, considérant sa teneur en diamants. Cette mine représente à elle seule à 60-70 % du PIB du pays (production annuelle moyenne de 12,5-15 millions de carats).

## Mines
- Mine de Damtshaa
- Mine de Jwaneng
- Mine de Letlhakane